# Interpretació dels somnis
La interpretació dels somnis és la tècnica d'assignar significat als diversos components, elements i imatges que apareixen en els somnis. Es tracta d'una pràctica humana mil·lenària, de la qual es conserven registres escrits amb més de 3.800 anys d'antiguitat. Igualment, algunes comunitats humanes i pobles originaris actualment existents (per exemple, diversos pobles amazònics, tals com els Shuar i Achuar, o els aborígens australians) incorporen la pràctica al seu sistema de creences i organització social. Mentre el desxiframent dels símbols onírics buscava en l'antiguitat revelar un missatge diví, a partir del segle XX i dels desenvolupaments teòrics de la psicoanàlisi la interpretació dels somnis s'orienta a revelar continguts inconscients i passa a ser una tècnica clínica, utilitzada fins a l'època actual no solament per la psicoanàlisi, sinó per diversos vessants de la psicologia clínica.

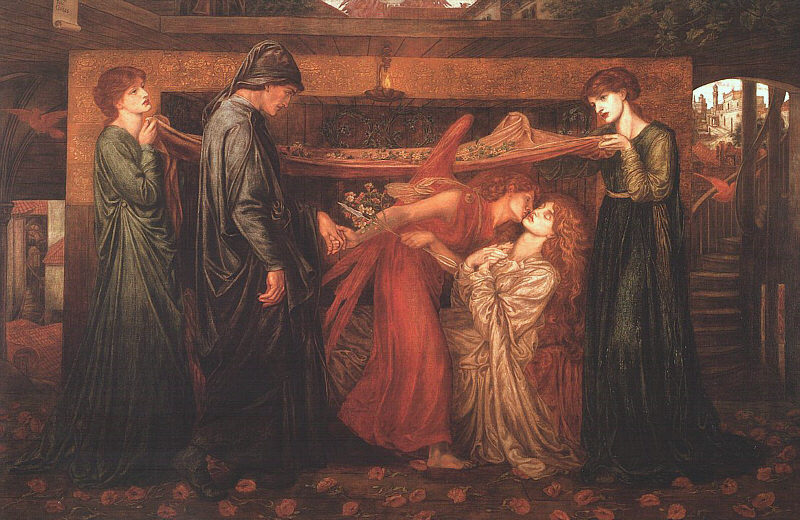
El somni de Dante

## Manifestacions oníriques en el pensament grec
El somni va ser en l'antiguitat una incògnita més de quantes envoltaven l'ésser humà. En un primer moment, l'aproximació del grec al fenomen oníric va haver de plasmar-se en la tradició oral, basada en l'experiència pràctica i influenciada per corrents orientals (caldeus). Les fonts antigues confirmen un coneixement molt difós a nivell popular, jutjant-se el somni com el vehicle idoni per a l'expressió de la voluntat divina i portador d'un missatge al·legòric, creences molt arrelades que perduraran durant segles fins a l'etapa romana d'Orient.
Simultàniament discorrerà un corrent paral·lel que abordarà el somni des d'una anàlisi més racional, gràcies als representants d'una classe intel·lectual, defensora de l'esperit de la il·lustració grega.

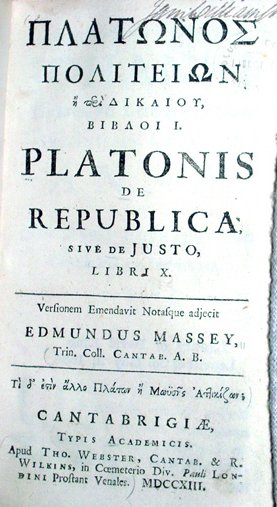
Edició de 1713 de la República de Plató

El desenvolupament històric d'aquesta dualitat es pot considerar començant per l'orientació més especulativa:
- Llibre IV del tractat Sobre la dieta del Corpus Hippocraticum. Primer document contrastable en què els somnis són considerats signes premonitoris de desajusts corporals.
- La República de Plató, com a deducció de la seva divisió tripartida de l'ànima (racional, irascible i concupiscible).
- Sobre els somnis i Sobre l'endevinació pel somni (inclosos en Parva Naturalia) d'Aristòtil.

Totes aquestes exposicions teòriques pressuposaran un origen exclusivament físic dels somnis, donant pas amb posterioritat a la hipòtesi d'un origen transcendent:
- Les doctrines pitagòriques ja l'havien concebut com un vehicle de comunicació dels éssers sobrenaturals, depenent la recepció del missatge de l'estat de puresa psíquica i corporal del somiador.
- També els estoics proclamaren la validesa màntica dels somnis, en confirmar l'existència de déus, la providència i el fat.
- Posidoni introduirà el concepte de simpatia com a via d'unió entre l'ànima humana, replegada en si i alliberada de l'estat corporal i l'ésser sobrenatural. L'accés a aquesta via es produeix pel deliri profètic, el somni i la mort.
- Els peripatètics Dicearco i Cratipo coincidiran en idèntic origen.

Enfront d'aquesta via metafísica és ressenyable un últim esforç per defensar una causa fisiopsicològica dels somnis:
- El somni seria conseqüència de l'acció d'uns àtoms externs sobre l'ànima individual. Aquest moviment, l'atomisme, veuria el seu inici en Aristòtil i Demòcrit, i reflectiria en essència el pensament d'Epicur, així com del poeta Lucreci.

Finalment, i amb posterioritat, l'escola neoplatònica donarà força de llei a l'anterior transcendentalisme estoic en veure en el somni la millor prefiguració de l'experiència mística.

### Oniromància
Simultàniament al citat desenvolupament epistemològic sobre l'experiència onírica, discorrien també importants divagacions i pràctiques de profunda repercussió cultural: l'endevinació en general i l'oniromància (del grec ὄνειρος, 'somni', i -mancia, 'art' que per mitjà dels somnis pretén endevinar l'avenir) en particular. Progressivament apareixeran configurats els trets característics de l'oniromància en el seu desplegament posterior:
1. Creença que alguns somnis poden predir el futur.
2. El llenguatge emprat és al·legòric.
3. Existència de professionals de la interpretació.

Els representants obligats seran els següents:
- Homer relata diverses experiències oníriques en les seves dues obres fonamentals:

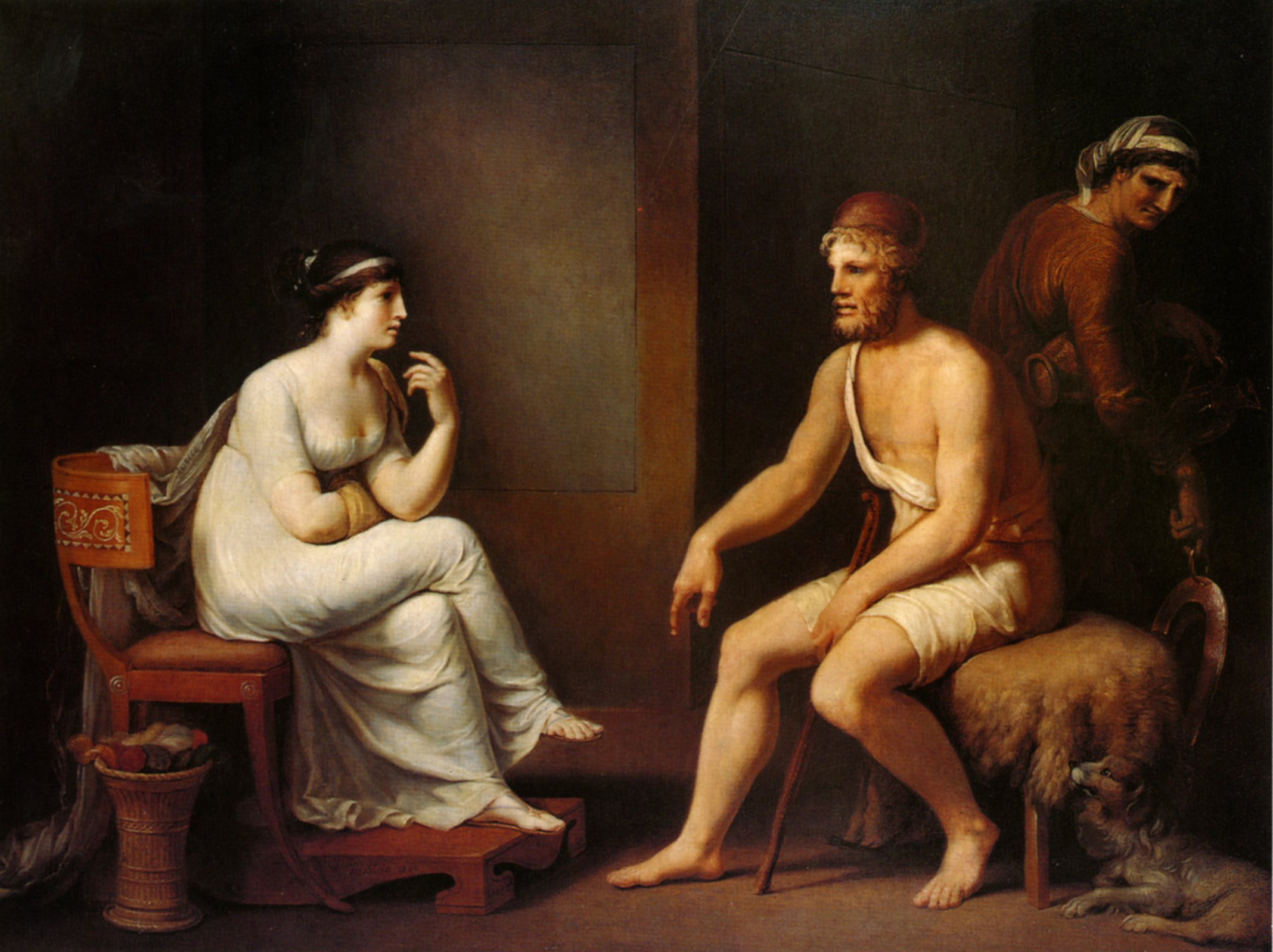
Odisseu i Penèlope, Johann Heinrich Wilhelm Tischbein (1802)

En l'Odissea, Penèlope es refereix a un captaire (Odisseu) quan parla de la visió que ha tingut.
En la Ilíada, Aquil·les es qüestiona l'actitud del déu Apol·lo, per això consulta un intèrpret de somnis (oneiropólos), i esmenta al seu torn Euridamant, vell practicant d'aquest art.
- En Antifont trobem el que és considerat el primer tractat oniromàntic, abordat des d'una perspectiva més racional.
- Aristandre, al servei de Felip de Macedònia i del seu fill Alexandre, era procedent de Telmes, Caria, centre neuràlgic de l'endevinació La seva aportació marcaria una fita fonamental en el desenvolupament posterior de la disciplina; introduí en la seva obra una subdivisió teòrica i pràctica imitada des d'aleshores.
- Artemidor Daldià citarà diversos autors: Demetri de Falèron, Antípater de Tars, Alexandre de Mindo, Febus d'Antioquia, Artemó de Milet, Paniasis d'Halicarnàs, Nicòstrat d'Efes, Apoloni d'Atalia, Apol·lodor de Termessus i Gèmin de Tir.

A més d'aquests, van existir en gran nombre altres de menor transcendència que compendiaran fórmules aplicades per l'intèrpret en correspondència a les característiques del somni del consultant. Aquests documents van ser potser els precedents de la posterior manualística. Els índexs d'equivalències entre imatge onírica i realitat van crear un sistema amb la intenció d'abastar la totalitat de l'experiència onírica i reconduir-la a un nivell simbòlic accessible a l'estat de vigília. Aquest ús no es va perdre malgrat l'abundància textual dedicada a l'estudi oníric en tots els seus aspectes.

### Altres manifestacions tardanes
- Ciceró, Sobre l'endevinació.
- Artemidor, el tractat Oneirokritiká o La interpretació dels somnis.
- Eli Aristides, Els discursos sagrats.
- Macrobi, el Comentari al Somni d'Escipió de Ciceró.
- Sinesi de Cirene, De Insomnis.

### Incubatio
En el dilatat món de la interpretació dels somnis va existir també una àrea que va aconseguir un desenvolupament espectacular: la incubatio que tenia lloc en determinats santuaris.

## Interpretació psicològica

### Psicoanàlisi

#### Introducció

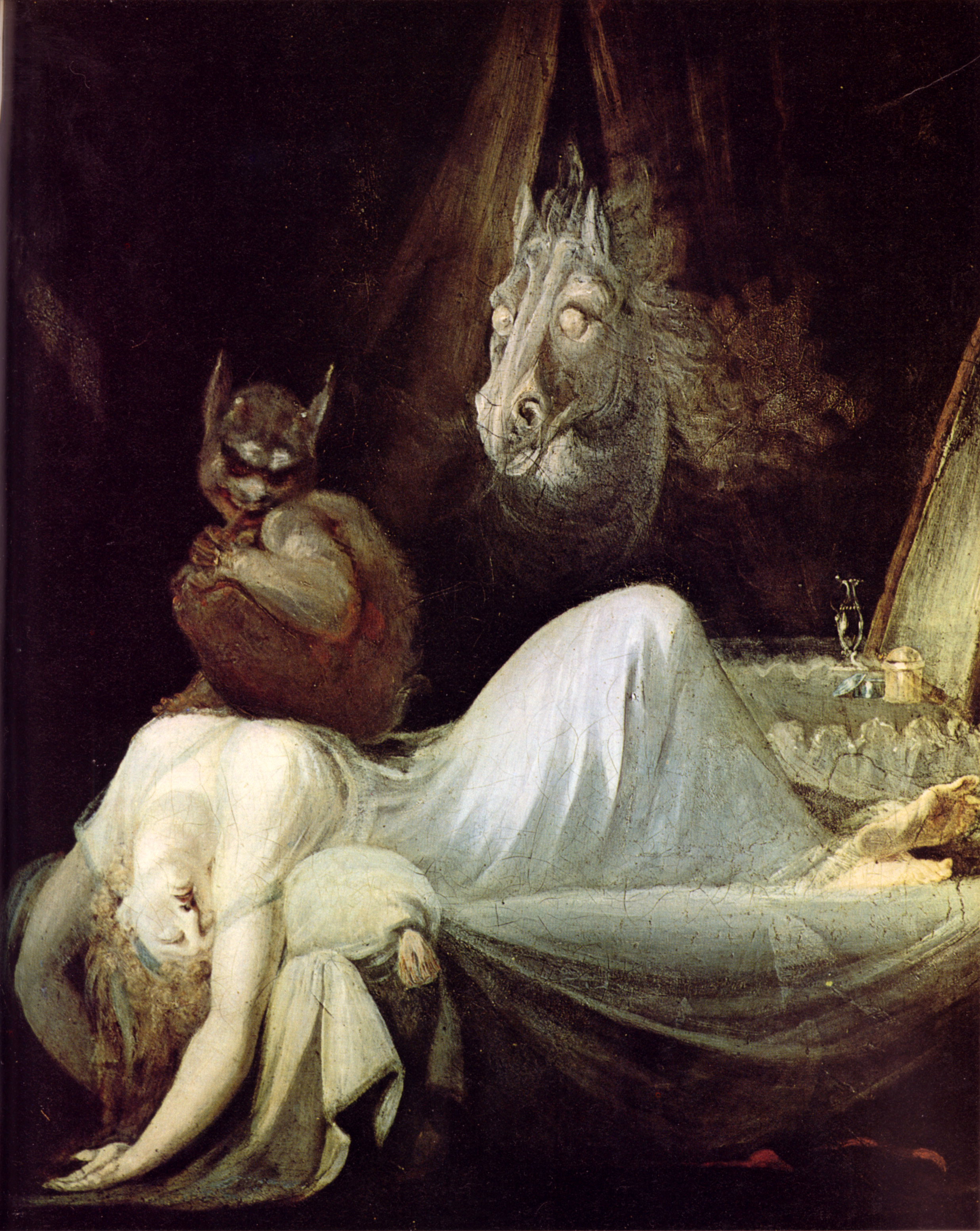
El malson de Füssli com a representació del somni en l'art

Les elaboracions freudianes de 1900 sobre la interpretació dels somnis no són completament noves. A més d'inscriure's dins d'una tradició mil·lenària, formen part de la història de la filosofia com a continuació d'un desenvolupament que va des d'Aristòtil a Hegel, en un procés que culmina amb les elaboracions del romanticisme alemany, encara que, des de múltiples vessants, conflueixen per descriure una idea bàsica: és probable que els somnis tinguin un significat i que aquest significat es pugui estudiar.
En aquest context, l'aportació freudiana consisteix a posar l'accent que aquest simbolisme té relació amb la persona, amb la seva vida anímica i, més precisament, amb el sistema inconscient que neix d'integrar l'aparell psíquic d'un subjecte particular, el desig del qual es manifesta en el somni en tant que aquest és un producte de l'inconscient. La interpretació mateixa (com a tècnica psicoanalítica que inclou, abasta més enllà de la interpretació dels somnis) va ser definida per Freud de manera negativa: en moltíssims passatges de la seva vasta obra, Freud, en lloc d'aportar-ne una descripció tècnica precisa es refereix més aviat al que no ha de ser i als perills que comporta.
A causa que "interpretar" és una activitat psíquica que engloba diversos processos possibles (que van des de la simple assignació de significats per intentar explicar alguna cosa, fins al “deliri d'interpretació”, tan freqüent com a fenomen psicòtic), Freud, en diversos intents de formular algun tipus de regles tècniques per a la interpretació, posa l'accent en els següents elements entre interpretació psicoanalítica i "interpretació salvatge", establint per a la interpretació en psicoanàlisi el següent:
- No és una tècnica independent. Ha d'emmarcar-se en el tractament psicoanalític i sotmetre's a les seves mateixes regles tècniques (Freud, 1911).[5]
- No ha de contaminar-se amb actituds supersticioses, projectives o paranoiques.
- No ha de ser en cap cas suggestiva: es tracta d'interpretar el que surt mitjançant la formació inconscient, i no d'induir associacions.
- No ha de permetre's la interpretació "salvatge" (o "silvestre"), és a dir, ha de ser una interpretació reflexiva i seriosa que fa un analista recolzant-se en l'observació de l'estructura psíquica del subjecte, així com de l'anàlisi de les seves resistències, del reprimit, de les repeticions i de les formes i mecanismes de tornada que té el reprimit (Freud, 1910).[6]
- No ha de sucumbir a la mania i al deliri interpretatiu.
- No resulta convenient treballar amb material oníric en absència del pacient, o tan sols és possible esperar en els casos amb resultats molt magres (Freud 1929), sinó que el que s'analitza és el treball del somni inclosa l'elaboració secundària, l'establiment dels vincles que els somnis puguin tenir entre si i les seves relacions amb el món exterior, un procés que solament pot donar-se totalment enmig de la cura i en situació transferencial.[7]
- La interpretació es complementa amb la construcció (Freud, 1937) i és una activitat de l'analista que realitza en la cura, orientada a reconstruir la història del subjecte, particularment en els seus aspectes infantils i inconscients, lliurant coherència global a aquesta història.[8] En aquest marc precís s'inscriu la tècnica d'interpretació de la seva activitat onírica. Malgrat tots aquests avisos de Freud, el gaudi interpretatiu salvatge (no solament dels somnis) es va difondre profusament com a pràctica, fins i tot dins del mateix moviment psicoanalític, donà així peu a moltes crítiques a la psicoanàlisi que fins avui subsisteixen (per exemple, les conegudes acusacions de manca de cientificitat, ocultisme o superstició) i que rares vegades es basen en els escrits de Freud, sinó majoritàriament en teories mediocres exposades en textos d'autors menors.[9]

Dins del moviment psicoanalític també va haver-hi autors que van criticar aquesta tendència a interpretar-ho tot (per exemple Edward Glover o Heinz Kohut).
El psicoanalista francès Jacques Lacan es va disposar a fer una revisió de la teoria freudiana. En aquest context va analitzar també a finals dels anys 50 i de manera molt detinguda el paper de la interpretació en la tècnica analítica i la manera en què enfilava amb la seva teoria del significant. Segons descriu Lacan en dos seminaris successius (el de 1957-1958 i el de 1958-1959) l'èmfasi hauria d'estar posat a analitzar el somni com una formació de l'inconscient —que «sap» del subjecte de l'inconscient i que pot saber cap a on s'encamina el seu desig— i no a assignar-li veritats interpretatives als símbols que hi apareixen.
Amb tot, la pràctica psicoanalítica de la interpretació ha estat objecte de diverses crítiques. Entre aquestes, la que ha aconseguit major notorietat és la provinent del corrent epistemològic falsacionista encapçalat per Karl Popper, que en els seus intents de subdividir entre ciència i no-ciència va assenyalar com a criteri últim de demarcació la possibilitat que una teoria ofereix per poder ser refutada. I justament a causa que la psicoanàlisi es basa en la interpretació (per exemple, dels somnis o altres formacions inconscients) i al fet que un acte interpretatiu no pot ser refutat, la psicoanàlisi no podria, segons aquest autor, ser considerat una teoria científica.

#### Interpretació dels somnis en psicoanàlisi

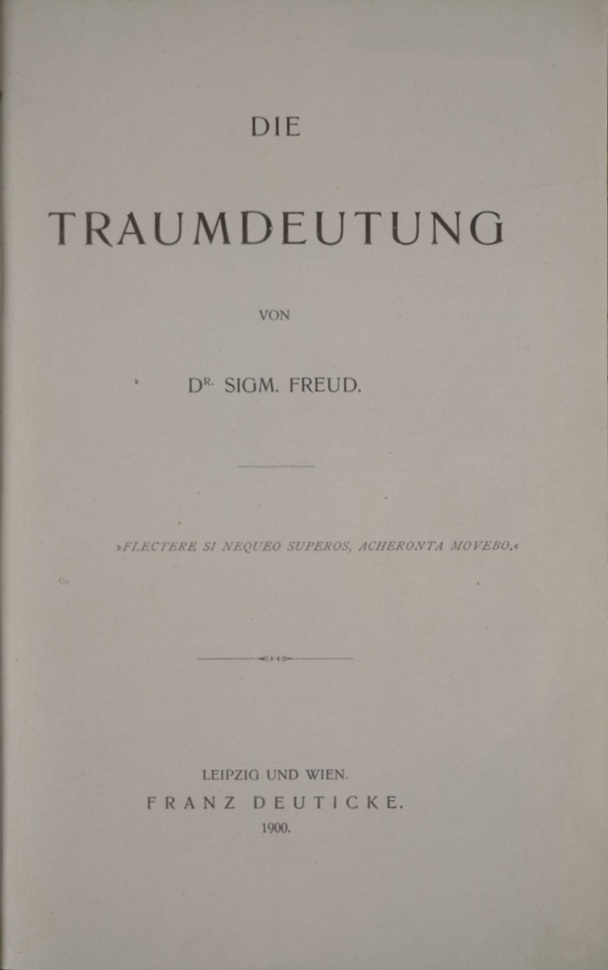
Portada de la primera edició en alemany de La interpretació dels somnis de Sigmund Freud

Per a la psicoanàlisi, la interpretació dels somnis és una eina poderosa en l'exploració de l'inconscient. En paraules de Freud: «La via règia cap a l'inconscient», ja que la psicoanàlisi és sobretot una teoria sobre l'inconscient i una teràpia basada en l'anàlisi i interpretació de les seves formacions (somnis, lapsus, actes fallits, símptomes, etc.) per l'associació lliure i en una determinada situació analítica (la relació transferencial entre analista i analitzat), la interpretació dels somnis forma part essencial de la tècnica de tractament psicoanalític.
Els somnis comparteixen conjuntament amb els lapsus, els oblits inexplicables, els acudits i els actes fallits, la procedència des del mateix lloc tòpic. No obstant això, Freud és emfàtic a assenyalar que en la cura psicoanalítica en cap cas es tracta de trobar un inconscient ocult en profunditats insondables. Per molt de temps s'hauria comès l'error de confondre els somnis amb els seus continguts manifests, per la qual cosa Freud advertia del perill, igualment erroni, de confondre'ls ara amb els seus continguts latents. En una nota agregada l'any 1914 a la seva obra La interpretació dels somnis puntualitza:
En psicoanàlisi l'essencial del somni és, en canvi, «el treball del somni», és a dir, aquell conjunt de mecanismes i operacions que l'aparell psíquic realitza per traduir els pensaments onírics latents en simbolització onírica manifesta. Aquest treball no tindria gens de creatiu sinó que seria més aviat una mera traducció i emmascarament del que succeix principalment en quatre mecanismes que Freud va descriure com: 
- Condensació
- Desplaçament
- Consideració de la representabilidad
- Elaboració secundària

La interpretació d'un somni, més que desfer el que el treball del somni ha realitzat, consistirà a descobrir i analitzar aquest treball i les seves operacions. En l'obra freudiana més llegida (Die Traumdeutung, La interpretació dels somnis) s'utilitza la paraula «Deutung» (la traducció de la qual es podria donar com a «interpretació» tot i que no resulta ser gaire exacta) per a aquella tècnica psicoanalítica que consisteix a assignar una significació als continguts latents del somni. Això és possible després d'una anàlisi del contingut manifest (els continguts que recorda el pacient i relata a l'analista) que condueixi a descobrir els continguts latents (inconscients) d'un somni. La interpretació, per tant, no opera sobre els símbols del somni, sinó sobre les associacions que el pacient fa a partir del que recorda del somni.
L'exercici interpretatiu consisteix a desemmascarar les mocions de desig que es trobaven ocultes després dels continguts manifests, però és una tasca que per a la psicoanàlisi només cobra sentit en conjunt amb les associacions del somiador i en el context de la transferència. A causa que la principal funció del somni seria la satisfacció (substituta) de desitjos inconscients i tota formació onírica estaria encaminada cap a aquest fi, la tasca de desxifrar i interpretar un somni persegueix la meta de fer que aparegui el desig inconscient.
Hi ha un altre aspecte que diferencia de manera clara la interpretació psicoanalítica d'altres formes de donar significat als símbols d'un somni. Aquí la interpretació és part de la tècnica psicoanalítica i hi ocorre com a procés integrat, és a dir, en situació transferencial i sota les condicions de la tècnica d'associació lliure. En els textos de Freud de 1911 sobre la tècnica es destaca aquest aspecte d'una manera emfàtica:
Així com la interpretació dels somnis representa una eina tècnica essencial que possibilita l'accés als continguts inconscients, l'oblit dels somnis seria una forma de resistència de l'analitzat contra la revelació del seu inconscient enfront de l'analista, en particular, l'exposició de la seva vida pulsional i les mocions de desig. L'oblit seria llavors interpretable com a resistència.
Segons Freud, els «somnis diürns», «fantasies» o «fantasies diürnes» (en La interpretació dels somnis utilitza indistintament aquests tres termes com a sinònims) tenen una estructura idèntica a la dels somnis que ocorren a una persona adormida, compleixen les mateixes funcions psíquiques i comparteixen el mecanisme de formació. No obstant això, l'elaboració secundària té un paper més important en els somnis diürns i aquesta diferència és un element a considerar en la seva interpretació.
No obstant l'anterior, i sempre subratllant la necessitat d'analitzar cada somni en el context individual del somiant, Freud va dedicar gran part de la seva obra magna sobre aquest tema a analitzar i donar una interpretació possible als somnis típics i a la gran quantitat de símbols onírics, la indubtable repetició dels quals i regularitat va observar tant entre els seus pacients, com en l'abundant material bibliogràfic que va revisar per escriure La interpretació dels somnis.

#### Somnis típics
Encara que en principi l'univers de continguts manifests del somni és relativament il·limitat, existeixen certs somnis que es repeteixen amb tal freqüència, que la majoria de les persones (amb matisos individuals) els han somiat una o diverses vegades. Freud va denominar a aquesta regularitat «somnis típics». És important considerar que el somni, a part de complir la seva funció fonamental, com és la realització d'un desig, amb freqüència és també un espai psíquic en el qual elabora un conflicte inconscient i reprodueix, per tant, les manifestacions d'angoixa, la por infantil al càstig o altres afectes que apareixen en aquest intent de resolució de la problemàtica inconscient.
Els somnis típics enumerats i analitzats per Freud són els següents: 
- Somnis de la mort de persones estimades o properes:

Es tracta de somnis en què moren membres estimats de la família, pares, germans, fills, etc. Segons si el somiant experimenta o no dolor davant aquestes morts, Freud els va agrupar en dues classes. A partir d'aquí, va determinar que aquells en què no hi ha dolor, no han de considerar-se típics en estricte rigor i que l'absència d'aflicció per la pèrdua pot encobrir un desig qualsevol. Si s'experimenta dolor i aflicció, en canvi, el seu sentit és el que apareix manifest en el contingut, és a dir, el desig que desaparegui (mori) aquesta persona (la que al seu torn pot aparèixer disfressada o desplaçada en el contingut manifest del somni). No obstant això, es tracta de desitjos que freqüentment no són actuals, sinó desitjos de la infància primerenca, reprimits, no accessibles conscientment. Per exemple, la gelosia i rivalitat amb els germans són afectes que poden estar inscrits en l'inconscient com el desig que desapareguin, que es tirin a un costat en la competència per l'amor dels pares, la qual cosa es compleix en el somni amb la seva mort.
- Somnis en què el somiador es veu a si mateix nu i s'avergonyeix per això:

En presència d'un o diversos estranys la persona s'adona de sobte que està nua o malament vestida, la qual cosa la pertorba i avergonyeix. Encara que desitja escapar de la situació, alguna inhibició impedeix que pugui moure's del lloc: queda, llavors, exposada a la situació penosa sense poder ocultar la nuesa. En aquest somni les persones estranyes no mostren sorpresa per la nuesa o per la vestimenta inadequada (camisó de dormir, per exemple) sinó que es mostren indiferents, ni es burlen, ni s'enutgen, ni el renyen. Freud va analitzar que justament aquest «tret xocant» s'elimina pel compliment del desig i l'altre (la nuesa i la pròpia torbació davant ella) roman, de manera que el conjunt sembla no harmonitzar. Aquest somni, de caràcter exhibicionista, reproduiria una situació infantil desproveïda de vergonya. Freud al·ludeix a la representació d'aquella infància primerenca que en retrospectiva apareix com un paradís; no seria altra cosa que «la fantasia col·lectiva de la infància de l'individu». Per aquesta raó, en el paradís imaginat, els éssers humans estan nus i no s'avergonyeixen uns dels altres per aquesta condició. Aquests somnis, Freud els va denominar «d'exhibició» i va assignar als matisos en la forma de presentació un cert valor clínic. Va observar sobre aquest tema que en les neurosis (tant en la histèria, com en la neurosi obsessiva) el somni omet sistemàticament les persones reals que van despertar interès sexual en la infància del pacient, de manera que «moltes persones, estranyes i indiferents» apareixen per representar l'oposat del veritable desig secret i inconscient (una única persona familiar a la qual s'ofereix el nu) i solament en la paranoia apareix en el somni aquest espectador real.
- Somnis d'examen o prova rellevant que s'ha de rendir en els estudis:

Aquest somni en la seva forma típica es produeix no abans, sinó després d'haver fet un examen o una prova important. Se somia amb gran angoixa que cal tornar a fer la prova o que s'ha fracassat en l'examen i cal repetir un curs. Freud va analitzar que en aquests somnis es reviuen els càstigs de la infància per les nostres faltes, cosa que s'enllaça amb el temor a posar a prova les capacitats adquirides en els estudis. En general aquest somni es produeix quan ha de decidir-se alguna cosa important l'endemà i s'hi tem fracassar, de manera que resulta tranquil·litzador el fet de reviure l'angoixa que ja es va mostrar com a injustificada (perquè en realitat l'examen ja va ocórrer i l'experiència va ser coronada per l'èxit). És com si el somni digués al subjecte: "No tinguis por del que has de rendir demà. Recorda l'angoixa injustificada que vas sentir abans d'aquell examen i després tot va sortir bé".
- Els somnis de volar. El somni de volar és provocat pel desig d'imitar els ocells.
- El somni del tren perdut. Aquest somni, també vàlid amb la pèrdua de tramvies o autobusos, representa un complex d'insuficiència, un sentiment d'inferioritat. Totes aquestes persones, un cop superen el sentiment d'inferioritat, somien que amb esforç acaben agafant el tren. Això representaria un esforç de superació en elles mateixes, per tant, el seu pessimisme havia passat a l'optimisme, a una nova vida.
- Els somnis de la caiguda. Segons Jack London, aquests somnis ja tenien lloc en els temps prehistòrics, quan antigament una ruptura de branca et portava a la mort sempre que no et donava temps d'agafar-te a alguna branca. Per tant, avui dia sempre que somiem en algun tipus de caiguda sempre ens despertem abans i ens escapem de la mort a costa d'un petit xoc, com si t’haguessis agafat a la branca d'algun arbre. Aquests tipus de somnis són deguts a la por davant la vida o a un complex d'inferioritat.
- El motiu de la fugida en els somnis. Aquest somni es destaca en noies joves que fugen, o bé d'un cavaller salvatge, d'un bou enfurismat, o bé d'uns homes malvats als quals no se'ls posa rostre. Aquests tipus de somni representen una fugida davant la virilitat i sexualitat; les dones que somien això se senten encara massa insegures per a les relacions amb l'altre sexe.
- El somni de la mort d'algun dels pares. Aquest tipus de somnis es provoquen normalment quan la persona inconscientment desitja la mort d'algun dels seus progenitors. Normalment, aquesta gent quan s'aixeca i recorda el somni sent sentiments de culpabilitat. Si per casualitat el pare del somiador morís als pocs dies de somiar això, el somiador se sentiria culpable la resta dels seus dies. Normalment, els fills solen somiar això quan volen que la seva mare centri tot l'interès del món en ells, fins i tot a oblidar els seus marits, sobretot això passa en fills únics, nens mimats.
- El motiu de la mort en somnis. Una classe de somnis en què el tema és la mort pot referir-se a la mort del mateix somiador.

- Somnis en què hi ha un viatge important, però es perd el tren, l'avió o algun altre mitjà de transport:

En l'anàlisi de Freud, aquests somnis tindrien la funció de mitigar l'angoixa que produeix la pròpia mort. Mentre la partida del tren simbolitza morir, perdre'l, no partir, no pujar al tren, significa salvar-se de la mort. El somni compleix així una funció tranquil·litzadora (com si digués al somiador «no temis, tranquil, no et passarà res»). És a dir, tal com passa amb els somnis d'examen, l'expressió del consol apareix nugada a l'angoixa.
Fins aquí s'han enumerat els somnis típics d'igual sentit, però Freud va distingir a més un altre grup, també típics, però en els quals solament el contingut manifest és igual o molt similar, però el seu significat o sentit pot ser molt divers. Entre aquests s'expliquen: 
- Somnis de moviment en l'aigua (nedar, surar, bussejar) i en l'aire (volar, elevar-se):

Procedeixen de la mateixa font, però tenen un significat completament individual. Segons Freud, la font és sempre un record infantil en què aquest moviment va estar involucrat de manera rellevant i gairebé sempre es tractaria d'un moviment associat a excitació sexual.
No obstant això, a part d'aquesta font comuna, en el plànol simbòlic poden representar coses molt diverses. Volar o elevar-se podria simbolitzar el desig de sobresortir o de posar-se per sobre dels altres, però també pot estar associat a la idea de llibertat (lliure com una au) o de santedat (estar en el cel, volar com els àngels). Citant el metge i psicoanalista vienés Paul Federn, Freud relaciona aquest somni també amb l'erecció. D'altra banda, nedar o mullar-se pot tenir també —a part de la connotació sexual o reviure en somni el plaer de mullar-se en el llit, al que es van veure obligats a renunciar fa ja molt de temps— un significat de submergir-se, o d'anar cap al més profund, etc.
- Somnis de desplaçament dificultós per espais estrets (generalment angoixants):

El somiant avança amb prou feines a través de túnels o altres espais tancats o estrets, que de vegades poden estar submergits en l'aigua. La font d'aquestes composicions oníriques gairebé sempre és la representació de la vida en l'úter matern o les fantasies del naixement. Aquests somnis es poden relacionar amb temors (per exemple amb la por a ser enterrat viu, que molts pacients experimenten i freqüentment relaten en les sessions terapèutiques). De vegades s'instal·la sobre aquesta fantasia la creença en una vida futura després de la mort, supervivència que Freud analitza com la defensa davant l'angoixa que causa la mort, per la via d'una projecció al futur de la vida prenatal.
- Somnis de caiguda:

Gairebé sempre es tracta de somnis d'angoixa i amb freqüència "caure" té el significat sexual de "lliurar-se" o "caure o sucumbir a la temptació sexual", particularment quan el somiador és una dona. Però també pot simbolitzar el desig de consol del subjecte, de ser assistit i acaronat com ho era en la infància pels pares quan queia.
- Somnis d'assaltants nocturns, de persecusió per animals, d'amenaça amb dagues o ganivets:

Aquests somnis també són freqüents en persones que pateixen angoixa. En particular, el lladre nocturn apareix també com la figura cap a qui s'orienten les diverses mesures de prevenció que prenen les persones neuròtiques abans de poder adormir-se.

#### Símbols onírics
El contingut latent dels somnis, les idees i desitjos inconscients s'expressen en un llenguatge figurat, simbòlic. Freud va notar que amb tota regularitat l'elaboració onírica recorria amb els seus símbols a l'expressió de relacions existents en la infància molt primerenca del somiador, encara abans que desenvolupés el llenguatge. En sentit estricte, és aquesta característica de l'elaboració onírica la que Freud va qualificar de "regressiva".
Una altra característica general que va observar Freud en els somnis consisteix que la persona sempre participa de la trama onírica. Si no intervé directament (de vegades el somiador relata que ha experimentat el somni com a observador d'una pel·lícula), l'anàlisi sempre fa possible revelar a la persona aliena que ho representa.
La interpretació dels somnis permet afirmar amb un cert grau de certesa que cada element manifest està sempre en representació d'un altre element latent. Així, un somni pot ser «llegit» com un jeroglífic, en què cada element del contingut manifest està en una relació simbòlica amb una idea latent que és inconscient. La representació disfressada d'idees latents és possible gràcies a aquest simbolisme. Evidentment, el significat dels somnis és sempre individual, a causa que aquesta relació simbòlica ho és: té a veure en primer terme amb la vida personal del subjecte, la seva biografia, vincles i relacions reals. Somiar que s'està volant, per exemple, òbviament no significa el mateix per a un pilot d'avió que per a un miner; tampoc pot tenir el mateix significat que aparegui un elefant, amb independència que el somiador visqui a Àfrica o a Europa central.
Així i tot, existeixen certs elements que es repeteixen amb certa freqüència, que poden ser anomenats «símbols onírics» amb tota propietat. A continuació hi ha alguns exemples de símbols que Freud va descriure com a regularitats:
| Símbol oníric (elements manifests) | Idea latent (el que sol simbolitzar)             |
| --- | ------------------------------------------------ |
| Qualsevol autoritat: - Rei - Governant - Príncep - Bisbe Astre: - Sol | Pare                                             |
| Figura: - Reina - Deessa Astre: - Lluna | Mare                                             |
| - Extracció o caiguda de queixals i dents - Caiguda del pèl - Mutilacions i talls en el propi cos | Castració                                        |
| - Sargantanes - Múltiples penis | Castració (defensa)                              |
| - Viatge - Partir - Absència - Abandó - Separació | Mort                                             |
| Activitats corporals rítmiques: - Ballar - Cavalcar - Nedar - Pujar i baixar escales Altres moviments que denoten col·lisió: - Lluita, baralles - Xocs | Acte sexual                                      |
| Contenidors: - Caixes - Cofres - Bosses i butxaques - Calaixos de prestatgeries Espais amb una entrada o amb camins: - Habitacions - Coves - Vaixells - Mines - Jardí Objectes: - Joies - Roba blanca - Estufes Altres parts del cos: - Boca - Sentits                                    | Genitals femenins (en general el cos d'una dona) |
| Objectes punxants: - Punyals - Ganivets - Espases Objectes de forma allargada: - Tiges, troncs - Bastons, pals Armes de foc: - Fusells - Pistoles - Canons Animals i altres objectes: - Serps - Peixos - Cua d'un animal - Corbates - Barret Altres parts del cos: - Braç, mà - Cama, peu | Penis                                            |
| - Submergir-se i sortir de l'aigua - Pont sobre l'aigua - Rescatar a algú de l'aigua | Naixement, convertir en mare a una dona          |
| - Paràsits - Petits animals | Nens (usualment germans o fills)                 |
| - Dolços - Llaminadures | Plaer sexual                                     |
| - Talons - Aranya | Mare fàl·lica                                    |

### Psicologia analítica

#### Els somnis en la psicologia de Jung

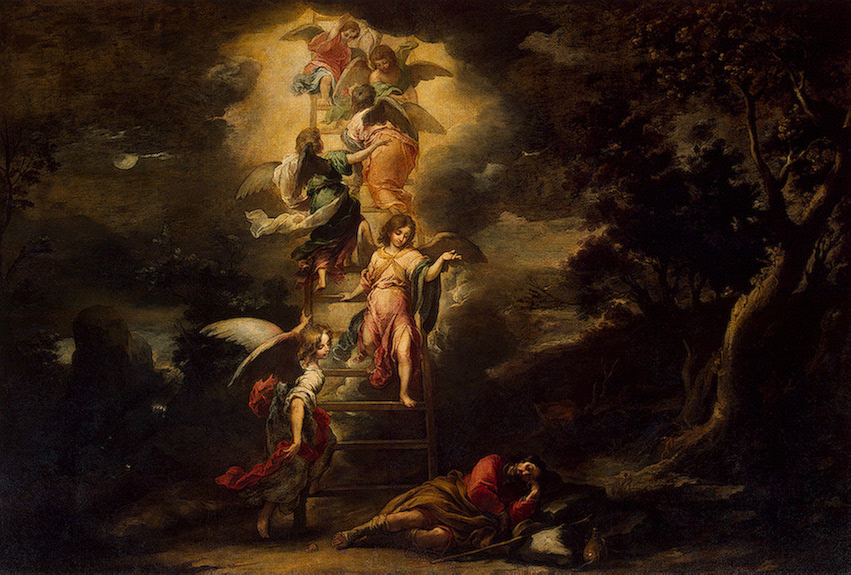
El somni de Jacob, Bartolomé Esteban Murillo, 1660-1665, Museu del Hermitage, Sant Petersburg

D'entre tots els successors de Freud, Jung va ser el que es va ocupar més a fons de la "interpretació dels somnis". Fins a la ruptura definitiva amb Freud l'any 1913, Jung va seguir durant molt de temps sota la fascinació de les idees freudianes, trobant-se-li a faltar una autèntica presa de postura. Esdevinguda la ruptura, s'iniciaria, simultàniament, un punt d'inflexió en les publicacions a l'entorn de la teoria dels somnis. Serà en dues obres en les quals apareguin per primera vegada els punts de vista de la finalitat i la compensació, tan aclaridores per a la comprensió de la psicologia dels somnis:
1. Punts de vista generals sobre la psicologia dels somnis (1916)[24]
2. Sobre el significat de l'inconscient en psicopatologia (1914)[25]

En la recerca dels somnis Jung va poder remetre's a diversos predecessors:
1. Eugen Bleuler, que ja l'any 1910 havia afirmat la importància de l'afecte i del conflicte afectiu en els somnis, considerant essencial la recíproca inhibició d'afectes contradictoris. Va ser un dels primers a establir la funció onírica com a categoria purament psicològica, en concret com a elaboració psicològica dels complexos.
2. Herbert Silberer, els treballs del qual sobre la recerca dels símbols van explicar-los reiteradament amb l'aprovació de Jung: Imaginació i mite (1909) i Problemes de la mística i el seu simbolisme (1924).
3. Alphonse Maeder, responsable del descobriment de la funció prospectivofinalista dels somnis.

Després de l'avançada de Maeder, Jung va presentar Punts de vista generals sobre la psicologia dels somnis (1914/1916), que constituí l'afirmació bàsica d'una funció compensatòria en els somnis. No serà per tant fins a 1914 que desenvolupi una teoria dels somnis pròpiament dita: la teoria de la compensació, després d'esmentar inicialment ja el 1908 el caràcter finalista (Zielstrebigkeit) de la psique i la significació anticipatoria dels somnis, descoberta el 1912 (Transformacions i símbols de la libido).

##### El somni com a manifestació de l'inconscient
"El nostre problema especial de l'anàlisi dels somnis depèn de la hipòtesi de l'inconscient. Sense ella, el somni és simplement un lusus naturae, un conglomerat absurd de restes diürnes fragmentàries". La concepció dels somnis depenia així de la manera en què s'entengués l'inconscient. Conseqüentment, les seves divergències respecte de la teorització freudiana van propiciar una psicologia dels somnis pròpia. El caràcter creador i espontani de l'inconscient s'expressava en el món oníric, relegant qualsevol reduccionisme a desitjos infantils. Els somnis eren al seu torn un esdevenir orientat cap a una meta, manifestaven un sentit i una finalitat. També considerava important que els somnis es remuntessin fins als estrats arcaics de la vida psíquica; explicaven així el significat simbòlic que els caracteritza. Per a la seva comprensió resultava essencial la distinció entre inconscient personal i col·lectiu. La conseqüència d'això era la consideració dels somnis no solament com a fonts d'informació sobre els problemes personals, sinó també llocs on es revelava el contingut de sentit arquetípic del fons anímic. Mentre que per a Freud el sentit dels somnis implicava una determinació causal, eren en essència un signe representatiu, Jung els concedia un significat simbòlic, eren una unitat significativa, una expressió simbòlica de l'inconscient; el seu sentit solament es produïa per l'esclariment del que encara era desconegut.

##### Desfiguració o configuració simbòlica?
Gradualment a la separació mútua entre tots dos autors el 1913, Jung rebutjaria finalment l'existència d'una instància censora responsable d'una desfiguració i un treball onírics. I és que no era la instància censora la responsable de la falta de transparència del contingut dels somnis, sinó el mateix fons anímic, a causa de la mútua i universal contaminació de tots els continguts inconscients. Quedava així també en dubte la distinció entre contingut latent i manifest, fonamentada en l'existència de la censura. Si per a Freud la falta de claredat del contingut manifest es devia a la seva condició de disfressa del sentit autèntic, per a Jung el seu caràcter indesxifrable era l'expressió espontània de l'esdevenir de fons que escapava a la transparència racional. D'aquesta incompressibilitat naixia la necessitat de la interpretació, primordial a ulls de tots dos investigadors, però mentre Freud l'explicava com una tornada a les causes sabudes de l'inconscient, Jung hi trobava un art el sentit profund del qual es revelava en la comprensió dels símbols.

##### Compliment d'un desig o autoretrat
De la mateixa manera que va rebutjar un model d'inconscient fonamentat exclusivament en la repressió del desig, tampoc l'esdevenir oníric seria fruit d'un compliment deformat d'un desig. Així com la tendència reguladora de la psique no podia basar-se en el principi de plaer i la desgana, tampoc podia constituir-se en exclusivitat al desig sexual com a motor del somni. Existia una base teleològica en l'inconscient no condicionada per la pulsió, tota tendència a la autoconsumació de la psique incloïa a més de la satisfacció libidinal la consecució de finalitats espirituals o intel·lectuals. Per a Jung existia una diversitat pulsional no cenyida al caràcter sexual, pulsió indiferenciada que anava sempre acompanyada d'imatges i motius arquetípics.
Per a Jung, el somni no era patrimoni exclusiu d'allò menyspreable i inferior. L'inconscient expressava al seu torn noves formacions creatives així com tendències de desenvolupament positiu. En el somni podien manifestar-se tendències morals i noves possibilitats intel·lectuals.
L'any 1913, Jung proposaria que enfront de la concepció biologicista del compliment de desig de Freud, existia una concepció dels somnis de base purament psicològica: l'autoretrat. El somni és una autorepresentació espontània de la situació actual de l'inconscient expressada simbòlicament.
No obstant això, a aquesta primera temptativa de comprensió del somni li arribaria a l'any següent aquella que relegaria totes les altres: la funció compensatòria dels somnis.

#### De la preservació del somni a la funció compensatòria

##### Somnis i somni

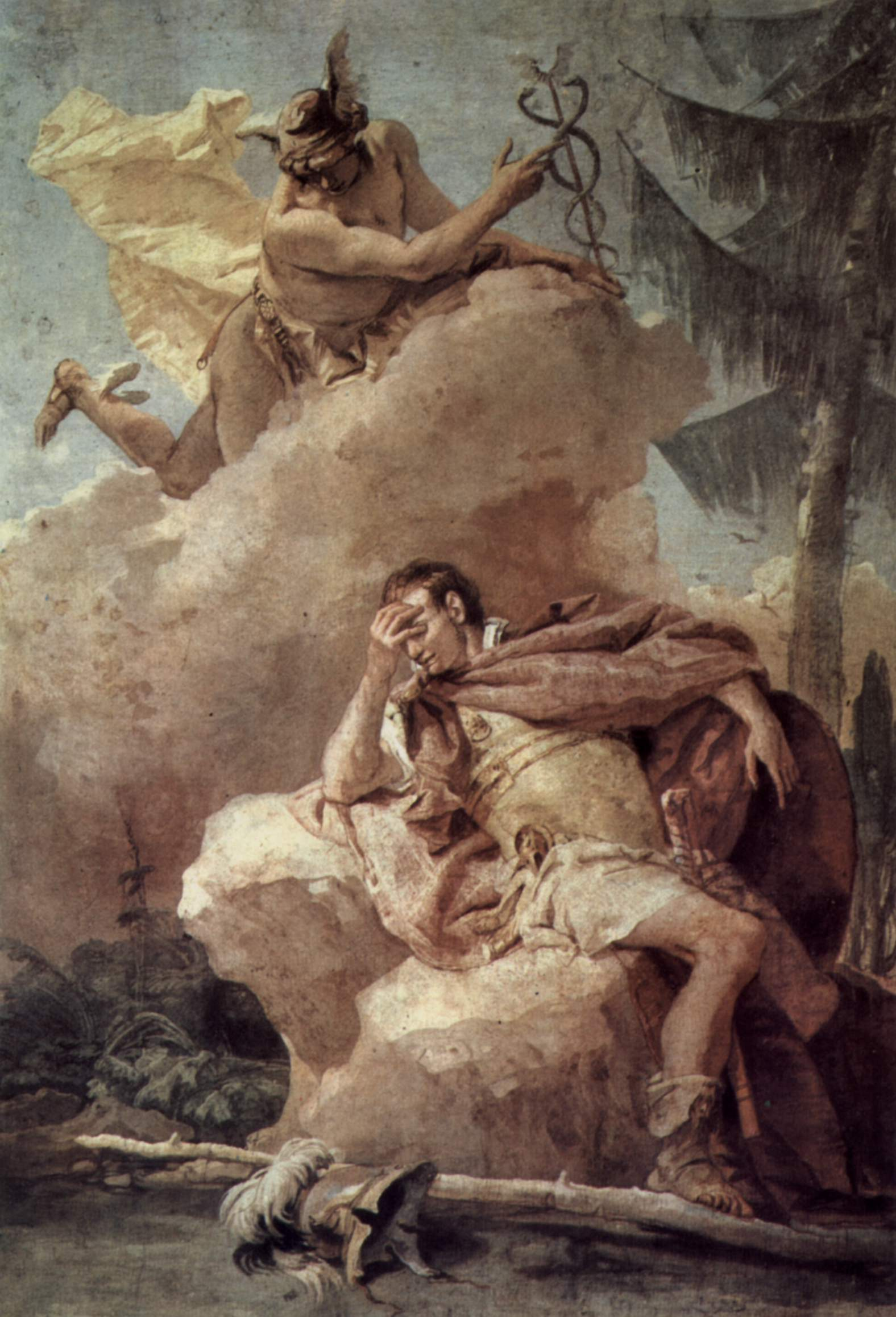
Frescos en la Vil·la Valmarana, Vicenza. Escena: Mercuri s'apareix a Enees en un somni i li insta a abandonar Cartago. Giovanni Battista Tiepolo, 1757

Jung concordava amb Freud a concedir als somnis una posició d'excepció sobre la base de les condicions del somni, fonamentada en els diferents graus de baixada del nivell mental. No obstant això, aquesta reducció del nivell de consciència del jo unida al somni en dormir no equivalia per a Jung a una reducció de l'activitat psíquica. Al contrari, tal com havia comprovat anteriorment, l'activitat dels complexos no se suprimia; admetia, per tant, un augment d'intensitat de la vida interior durant el somni, que arribava fins i tot a interrompre'l.
D'aquesta manera es constatava que a més de la consideració freudiana que en els somnis es contenien emocions penoses, somiar també anava acompanyat d'emocions intenses que inciten a despertar. Encara que Jung acceptés certa funció biològica en tals fenòmens, en el sentit que la funció essencial dels somnis és mantenir-nos adormits i que la inducció a despertar parlés del caràcter pertorbador del somni o del seu aspecte perjudicial per a la vida, li va resultar molt més interessant una funció psicològica.
D'aquesta manera va comprovar que la repressió emocional en els somnis no complia la finalitat biològica de la preservació del somni, podia fins i tot eliminar efectes negatius i inhibidors del desenvolupament sobre la psique. Però també es produïa tot el contrari. L'increment de la intensitat de les emocions en els somnis representava també una font de valors impulsors de la vida. En definitiva, es convencia gradualment que un dels valors fonamentals del fenomen oníric residia a induir a una orientació conscient, una invitació a reflexionar i a enfrontar-se amb els continguts inconscients.

##### Sobre la funció compensatòria dels somnis
Jung va ser el primer a establir en la psicologia empírica la hipòtesi que els somnis tenen una relació compensatòria amb la situació de la consciència que es doni en cada cas en el somiador. Va haver de recórrer un llarg camí fins a descobrir la compensació com a tendència general de la psique inconscient. Confirmada inicialment en els fenòmens psicopatològics, la compensació no es limitava a aquests, sinó que era, sense més, una llei fonamental de l'inconscient.
Aquesta concepció fou completada l'any 1914, precisament gràcies al fet que la funció onírica representa un contrapès de la situació psicològica conscient. En definitiva, va col·locar l'autoregulació en el camp psíquic al costat de l'activitat reguladora en la vida orgànica.
En termes molt generals la compensació era un intent d'establir ponts entre els oposats psíquics governats per la pròpia psique, reconeixent-hi una regla universal vàlida per a totes les formacions psíquiques. A nivell oníric, existeixen tres possibilitats:
Jung va posar l'accent principalment en la compensació arquetípica o mitològica, incloent la compensació religiosa, procedent de les capes profundes de la psique. En els "grans somnis" d'aquest tipus es produïen compensacions que buscaven aconseguir una millor adaptació del somiador als canvis físics, a les tendències cap a l'autorealizació o a l'esperit de l'època. També va diferenciar la funció prospectiva dels somnis de la seva funció compensatòria, entenent la primera com una anticipació de futures accions conscients, considerant injustificat denominar-la profètica.
Encara que en la gran majoria els somnis són compensatoris, en alguns casos no ho són. Els somnis no compensatoris poden classificar-se en anticipatoris, traumàtics, extrasensorials i profètics.

#### Sentit dels somnis i interpretació

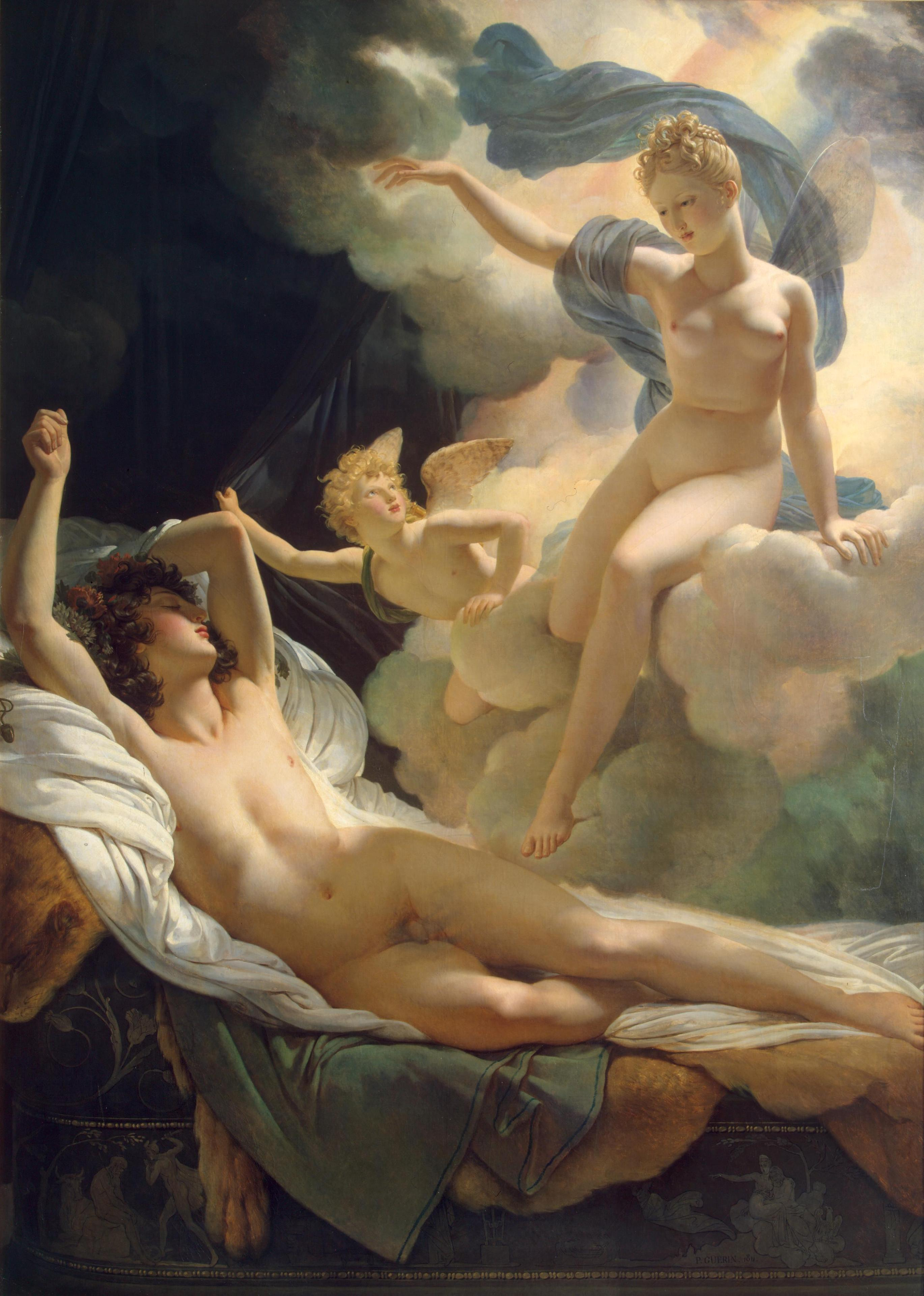
Morfeo i Iris, de Pierre-Narcisse Guérin (1811)

Formalment, Jung va seguir atenent-se a les directrius freudianes. No obstant això, la seva aportació genuïna es va manifestar en el contingut de sentit dels somnis. Mentre Freud entenia els somnis com fragments d'un conjunt relacionat de records amb determinació causal, Jung hi veia parts de l'esdevenir orientat cap a un fi que evidenciava imatges, valors i símbols arquetípics. Els somnis no eren un signe simptomàtic, sinó una manifestació creadora espontània de les profunditats anímiques. Si per a Freud el sentit dels somnis era equivalent al coneixement de les seves causes, Jung veia en el sentit un valor de significat resultant de la relació del somni amb el conjunt. Si per al primer la cerca de sentit es detenia en el descobriment de vivències reprimides, per al segon l'interès radicava en l'aprofundiment de l'autoconeixement i de la autocomprensió.
Concebuts els somnis com una trama de relacions simbòliques al voltant d'un nucli de significat, es donava també el seu sentit mitjançant la relació d'aquest nucli amb les estructures de significat supraordenadas en la psique, en l'escala superior de la totalitat. El sentit immanent dels somnis es troba mitjançant l'aclariment de la seva unitat de sentit i el sentit transcendent per l'aclariment de la relació del jo conscient amb el nucli significatiu.
Jung posava enfront d'explicar, comprendre; enfront de la interpretació dels signes, el procediment hermenèutic. Unificava, en definitiva, la metodologia dels somnis a tres nivells no excloents, considerant-ne els dos últims més fructífers que el primer:
1. Mètode reductor, causal, basat en l'explicació, que es retrotrau fins a les fixacions instintives de la infància (Freud).
2. Mètode finalista, prospectiu, referit al sentit i finalitat de la realització de l'individu.
3. Mètode hermenèutic, basat en la comprensió dels símbols onírics arquetípics.

La comprensió hermenèutica implicava així complementar l'associació lliure amb la tècnica de l'amplificació, progressant des de la interpretació a nivell personal fins a nivell col·lectiu. Pressuposava al seu torn prendre en compte determinats camins simbòlics prèviament traçats, o línies de vida individualment traçades. Basant-se en sèries de somnis (somnis successius i relacionats entre si) va verificar una continuïtat en el fluir d'imatges inconscients, així com un procés de desenvolupament de la personalitat, una regularitat interna prefixada, amb un ordre interior, que denominaria procés d'individuació.

##### Interpretació dels somnis i situació de la consciència
Com a segona etapa en la interpretació dels somnis, després de l'elaboració del sentit oníric immanent, posava en relació el sentit d'un somni amb la situació de consciència del somiant, per a això era sempre orientadora la pregunta: quina actitud conscient resulta compensada pel somni? Sense el coneixement de la situació conscient mai podia interpretar-se el somni amb seguretat. Així, depenent del material oníric, l'intèrpret corregia l'actitud conscient complementant-la, cridava l'atenció sobre tendències contràries, o se cenyia a la compensació primigènia procedent de la simbologia arquetípica. A nivell metodològic:
1. Mètode reductivocausal, preferent en Freud, limitat en Jung a casos d'obligada retroacció a allò primitiu i elemental, fent recuperar al somiador la mesura adequada. El psicoterapeuta crida l'atenció del somiador sobre les seves "il·lusions, ficcions i exageracions", així com la seva perseverança en l'infantilisme.
2. Mètode prospectivofinalista, es destaquen les tendències susceptibles de desenvolupament del somiador, completant així la seva actitud conscient.
3. Mètode hermenèutic, ampliant l'actitud conscient per referència retroactiva del jo als valors dipositats en les imatges arcaiques i arquetípiques, amb la finalitat de reconciliar l'arcaic amb la imatge conscient del món.

##### Assimilació del sentit del somni
L'objecte de la interpretació onírica per a Jung era l'assimilació del sentit immanent del somni a la situació de la consciència, representant la tercera etapa de la interpretació dels somnis. Jung no trobava ni molt menys que, descobrint-se el sentit del somni, es garantís la seva adequada incorporació a la consciència. El somiador havia d'aconseguir la interpenetració recíproca dels continguts conscients i inconscients. L'assimilació al·ludia així a un acostament i equiparament alternatiu de les valoracions oposades de conscient i inconscient, superant-se una dissociació de la personalitat encara existent.